# Onychomys
Onychomys là một chi động vật có vú trong họ Cricetidae, bộ Gặm nhấm. Chi này được Baird miêu tả năm 1857. Loài điển hình của chi này là Hypudaeus leucogaster Wied-Neuwied, 1841.

## Các loài
Chi này gồm các loài:
- Onychomys arenicola
- Onychomys leucogaster
- Onychomys torridus

## Sinh học
Chúng là loài gặm nhấm ăn thịt, chúng ăn thịt côn trùng (chẳng hạn như châu chấu, sâu bọ, nhện, rết, bọ cạp, rắn và thậm chí các loài chuột khác. Chúng cũng rình rập con mồi theo cách của một mèo, lặng lẽ lẻn đến và bảo vệ lãnh thổ của mình bằng cách "hú" như một con sói nhỏ. Các loài chuột này có khả năng miễn nhiễm với nhiều loại nọc độc do con mồi phóng ra (bọ cạp, rắn, v.v.). Chúng là loài sống về đêm và tránh tiếp xúc với ánh sáng chói.
Các lài chuột này săn mồi động vật chân đốt có nọc độc cao. Một ví dụ là rết thường giết chuột bằng cách tiêm chất độc chết chóc qua các càng có nọc độc của chúng. Chuột di chuyển nhanh nhẹn, trong khi rết chỉ có thể tiêm độc tố nếu con mồi bị móng vuốt sắc như kim của con rết giữ chặt. Con chuột vẫn ở ngoài tầm với của con rết và tấn công nó bằng cách cắn liên tục vào bộ xương ngoài cứng của con rết. Mỗi lần tấn công con rết đều làm tổn thương hệ thống thần kinh trung ương của nó, cho đến khi con rết bị tê liệt và chuột châu chấu có thể ăn thịt chúng một cách an toàn.
Một ví dụ khác về động vật chân đốt có nọc độc là lòa bọ cạp vỏ cây centruroides carveduratus. Chuột sống sót trên sa mạc phía tây nam Hoa Kỳ bằng cách ăn bọ cạp vỏ cây, chúng rất dồi dào, do các nguồn tài nguyên khác ít phổ biến hơn.
Bản chất hung dữ của chúng vượt ra ngoài thói quen săn mồi: khi bị nhốt chung với những con chuột khác, chúng sẽ thường giết và ăn thịt những con chuột khác đó. Tuy nhiên, chúng có một nhược điểm khi bắt ở những khu vực thoáng đãng vì chân ngắn và thân hình rộng (làm giảm tốc độ của chúng). May mắn thay, do khả năng cơ động tốt, chúng có thể di chuyển nhanh chóng trong các khu vực hẹp cho phép chúng bắt con mồi hiệu quả hơn.

## Hình ảnh

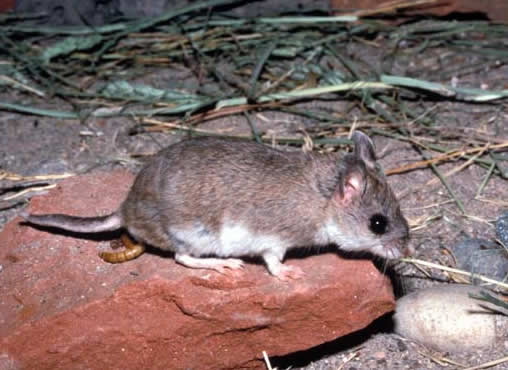